# Karås (naturreservat)
Karås är ett naturreservat i Borgholms kommun i Kalmar län.
Området är naturskyddat sedan 2004 och är 65 hektar stort. Reservatet består av blandädellövskog med främst ek samt smärre områden av kärr, sumpalskog och avenbokskog.